# Anthephora elongata
Anthephora elongata är en gräsart som beskrevs av De Wild. Anthephora elongata ingår i släktet Anthephora och familjen gräs. Inga underarter finns listade i Catalogue of Life.